# Четвер (фільм, 1998)
«Четвер» — кримінальна комедія про торговця наркотиками, який вирішив кинути справу та будувати нове життя, але він має провести останню угоду.

## Сюжет
Кейсі Воллес — колишній наркоторговець переїхав з Лос-Анджелеса в Х'юстон, щоб почати нове життя. У цьому місті він звичайний громадянин. Та одного четверга до нього приїжджає колишній напарник Нік і залишає кейс на зберігання, як виявилось, повний героїну. З того моменту як Кейсі позбавляється наркотиків, до нього раз по раз приходять непрохані гості.

## У ролях
| Актор            | Роль             |
| ---------------- | ---------------- |
| Томас Джейн      | Кейсі            |
| Аарон Екгарт     | Нік              |
| Мікі Рурк        | детектив Касаров |
| Поліна Порізкова | Даллас           |
| Джеймс ЛеГрос    | Біллі Гілл       |
| Пола Маршалл     | Крістін          |
| Майкл Джетер     | Джарвіс          |
| Гленн Пламмер    | Айс              |
| Гері Дурдан      | Лестер Джеймс    |
| Браян Гукс       | Джері            |

## Створення фільму

### Виробництво
Зйомки фільму проходили в Лос-Анжелесі, Каліфорнія, США.

### Знімальна група
- Кінорежисер — Скіп Вудс
- Сценарист — Скіп Вудс
- Кінопродюсер — Алан Пол
- Композитор — Luna
- Кінооператор — Дені Ленуар
- Кіномонтаж — Пітер Шинк, Пол Трйо
- Художник-постановник — Кріс Ентоні Міллер
- Артдиректор — Бенжамін Болл
- Художник по костюмах — Марк Бріджес
- Підбір акторів — Крістін Шикс[1].

## Сприйняття

### Критика
Фільм отримав змішані відгуки. На сайті Rotten Tomatoes оцінка стрічки становить 33 % на основі 6 відгуків від критиків (середня оцінка 3,9/10) і 81 % від глядачів із середньою оцінкою 3,8/5 (5 671 голос). Фільму зарахований «гнилий помідор» від кінокритиків та «попкорн» від глядачів, Internet Movie Database — 7,2/10 (14 966 голосів).

### Номінації та нагороди
| Нагороди та номінації фільму «Четвер» | Нагороди та номінації фільму «Четвер»          | Нагороди та номінації фільму «Четвер»               | Нагороди та номінації фільму «Четвер» | Нагороди та номінації фільму «Четвер» | Нагороди та номінації фільму «Четвер» |
| Рік                                   | Кінофестиваль/кінопремія                       | Категорія/нагорода                                  | Номінант                              | Результат                             |                                       |
| ------------------------------------- | ---------------------------------------------- | --------------------------------------------------- | ------------------------------------- | ------------------------------------- | ------------------------------------- |
| 1999                                  | Американська спільнота спеціалістів з кастингу | Найкращий підбір акторів для незалежного кінофільму | Крістін Шикс                          | Номінація                             |                                       |
| 1999                                  | Поліційний кінофестиваль у Коньяку             | Спеціальний приз журі                               | Скіп Вудс                             | Перемога                              |                                       |